# Discovery Institute
Il Discovery Institute è un think tank con uffici a Seattle, noto per il suo sostegno allo pseudoscientifico concetto del disegno intelligente e per la sua campagna, intitolata Teach the Controversy ("Insegna la controversia") con la relativa dichiarazione A Scientific Dissent from Darwinism, per portare l'insegnamento delle credenze del creazionismo nei corsi scientifici delle scuole superiori degli Stati Uniti d'America.
Una corte federale degli Stati Uniti, come pure la maggioranza delle organizzazioni scientifiche (inclusa la American Association for the Advancement of Science) hanno rilevato come l'istituto voglia creare la falsa idea che esista una controversia in tema di evoluzione, cosa non vera stante l'unanime consenso scientifico sulla teoria dell'evoluzione.